# 3608 Kataev
3608 Kataev (1978 SD1) là một tiểu hành tinh nằm phía ngoài của vành đai chính được phát hiện ngày 27 tháng 9 năm 1978 bởi L. Chernykh ở Nauchnyj.